# Historia de las advertencias de ciclones tropicales en el Atlántico

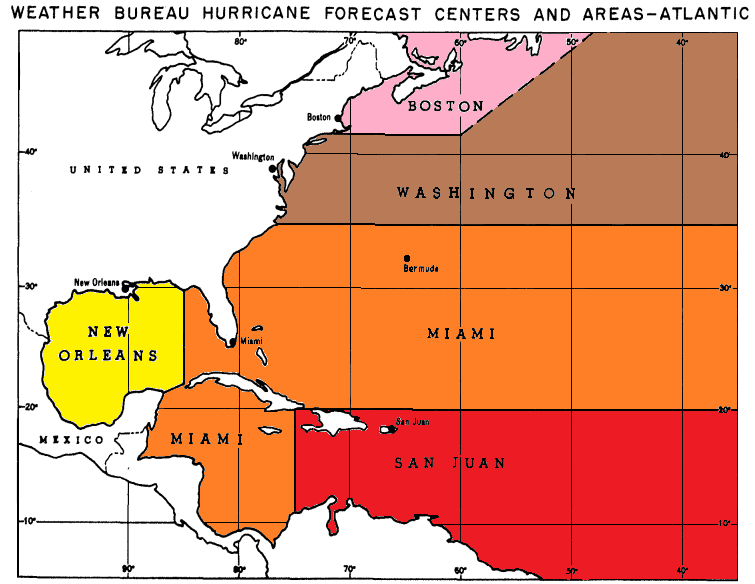
Oficinas de Advertencia de Huracanes y sus áreas de responsabilidad, c. 1959

La historia de las advertencias de ciclones tropicales en el Atlántico detalla el progreso de las advertencias de ciclones tropicales en el océano Atlántico Norte. El primer servicio se estableció en la década de 1870 desde Cuba con el trabajo del padre Benito Viñes. Tras su muerte, los servicios de advertencia de huracanes fueron asumidos por el Cuerpo de Señales del Ejército de EE. UU. y la Oficina de Meteorología de los Estados Unidos durante las décadas siguientes, primero con base en Jamaica y Cuba, antes de trasladarse a Washington D. C.. La oficina central en Washington, que evolucionaría hacia el Centro Meteorológico Nacional y el Centro de Predicción Meteorológica, asumió las responsabilidades a principios del siglo XX. Esta responsabilidad pasó a las oficinas regionales de huracanes en 1935, y se estableció el concepto de la temporada de huracanes en el Atlántico para mantener una vigilancia constante sobre los ciclones tropicales durante ciertos períodos del año. En este momento comenzaron las advertencias de huracanes emitidas cada 12 horas por las oficinas regionales de huracanes.
El Centro Nacional de Huracanes se convirtió en un centro de advertencia de ciclones tropicales en 1956 y asumió muchas de las funciones que tiene hoy en día para 1965. El Proyecto Nacional de Investigación de Huracanes, iniciado en la década de 1950, utilizó aviones para estudiar ciclones tropicales y realizar experimentos en huracanes maduros a través de su proyecto Stormfury. Los pronósticos dentro de las advertencias de huracanes se emitían con un día de antelación en 1954, antes de extenderse a dos días en 1961, tres días en 1964 y cinco días en 2001. Desde la década de 1960 hasta la de 1980, el trabajo de las diversas oficinas regionales de huracanes se consolidó en el Centro Nacional de Huracanes. Su nombre cambió a Centro de Predicción Tropical en 1995, antes de retomar el nombre de Centro Nacional de Huracanes en 2010. Actualmente, el pronóstico de ciclones tropicales se realiza utilizando métodos estadísticos basados en la climatología de ciclones tropicales, así como métodos de predicción numérica del tiempo donde las computadoras utilizan ecuaciones matemáticas del movimiento para determinar su desplazamiento.

## Primeros años

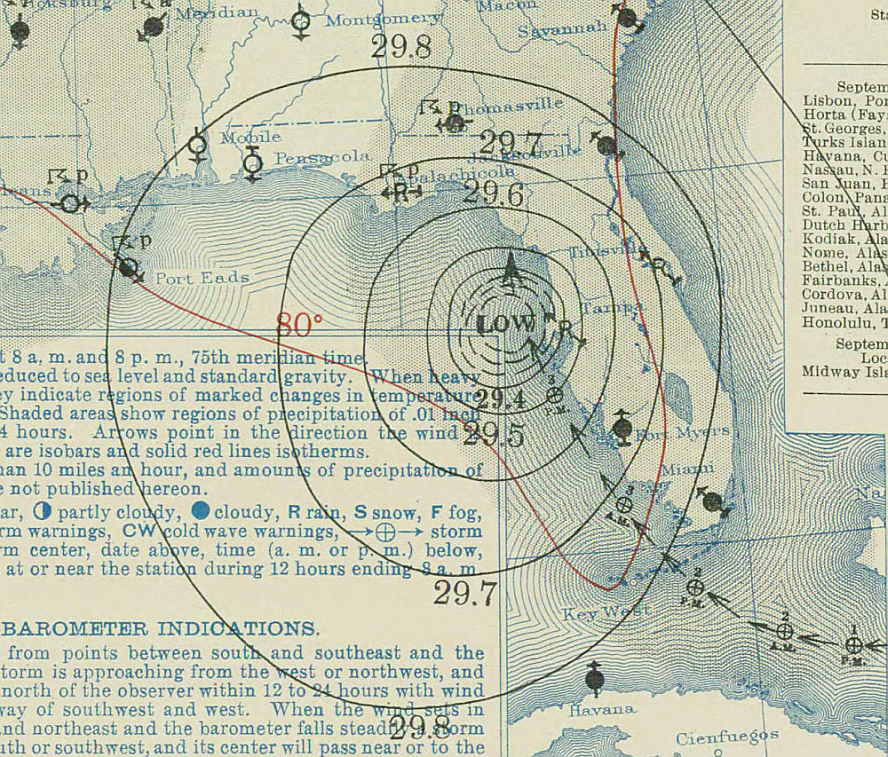
Mapa meteorológico de superficie de la Oficina de Meteorología del Huracán del Día del Trabajo de 1935 avanzando por la costa oeste de Florida

El primer servicio de advertencia de huracanes se estableció a principios de la década de 1870 desde Cuba con el trabajo del padre Benito Viñes, quien fue director del Observatorio Meteorológico del Colegio Real de Belén. Estableció una red de sitios de observación y desarrolló el primer método para pronosticar el movimiento de ciclones tropicales, con la advertencia conocida más antigua para un sistema tropical emitida el 23 de agosto de 1873. Esta primera advertencia alertó a Nueva Inglaterra y los estados del Atlántico Medio sobre un huracán que eventualmente golpearía Terranova. Daba detalles de la trayectoria días antes, basándose en nubes que avanzan mucho antes que los huracanes. Su servicio de advertencia de huracanes en Cuba continuó hasta su muerte el 23 de julio de 1893. En los Estados Unidos, el público estaba insatisfecho con los pronósticos del Cuerpo de Señales tras el Huracán de 1875. La respuesta inmediata del Cuerpo de Señales fue la creación de la bandera de advertencia de huracanes, un par de banderas rojas de diez por ocho pies cada una, con rectángulos negros incrustados. A partir del 1 de octubre de 1875, las banderas de advertencia de huracanes se izaban en áreas donde estaban en efecto las advertencias de huracanes, y se iluminaban por la noche.
El Congreso de los Estados Unidos aprobó un proyecto de ley para autorizar el establecimiento y las operaciones de estaciones meteorológicas en las Antillas y el mar Caribe el 7 de julio de 1889. El resultado final fue la creación de la Oficina de Meteorología en 1890, mediante la aprobación de la Ley Orgánica que asignó la nueva organización al Departamento de Agricultura. El huracán de septiembre de 1896 llevó a una expansión de la red de huracanes de la Oficina de Meteorología a través del mar Caribe. La Guerra Hispano-Estadounidense llevó a los Estados Unidos a establecer una oficina de advertencia de huracanes en Kingston, Jamaica en 1898, antes de trasladarse a La Habana, Cuba después del fin de la guerra en 1899. Tras el Huracán de Galveston de 1900, se estableció una oficina de advertencia de huracanes en Nueva Orleans, Luisiana para manejar las advertencias de huracanes en el golfo de México. El Servicio de Advertencia de Huracanes se trasladó a Washington D. C. en 1902. El uso de la radio por parte del transporte marítimo, que comenzó en 1905, añadió significativamente más información para aquellos que rastreaban huracanes. El primer informe desde un huracán se recibió en 1909, con un total de informes de radio que aumentaron a 21,000 por temporada de huracanes en 1935. A pesar de la emisión de alertas y advertencias de huracanes, el pronóstico de la trayectoria de los ciclones tropicales no ocurrió hasta 1920.

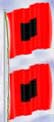
Bandera de aviso de huracán utilizada en Estados Unidos

En 1935 se estableció un programa de advertencia de huracanes y se crearon oficinas regionales en Jacksonville, Florida, Washington D. C., San Juan, Puerto Rico y Nueva Orleans, Luisiana. Las oficinas de advertencia de huracanes emitían avisos cada seis horas para ciclones tropicales, emitiendo advertencias para vientos de fuerza de tormenta y huracán. El primer reconocimiento aéreo de un huracán (sin penetrar en la tormenta) fue llevado a cabo en 1935 por el Capitán Leonard Povey del Cuerpo Aéreo del Ejército Cubano. Aunque la Oficina de Meteorología de los Estados Unidos fue alentada por este vuelo a usar aviones para monitorear huracanes, una idea competidora de usar cúteres de la Guardia Costera para rastrear huracanes fue propuesta por el Capitán W. L. Farnsworth de la Asociación Comercial de Galveston a principios de la década de 1930. El proyecto de ley de «patrulla de tormentas» de Farnsworth fue aprobado por el Senado de los Estados Unidos y la Cámara de Representantes de los Estados Unidos el 15 de junio de 1936. Sin embargo, ningún cúter de la Guardia Costera penetró un huracán completo como parte de esta patrulla y la idea de usar aviones fue archivada hasta 1943. La oficina de advertencia de huracanes de Jacksonville se trasladó a Miami, Florida en 1943, y se abrió una oficina de advertencia de huracanes en Boston, Massachusetts. Después de la Segunda Guerra Mundial, la Marina de los Estados Unidos y la Fuerza Aérea de los Estados Unidos tenían centros de advertencia separados para los militares. En el caso de los ciclones tropicales, las agencias de advertencia civiles y militares mantenían una estrecha coordinación. La denominación de ciclones tropicales comenzó para los ciclones tropicales del Atlántico usando el alfabeto fonético en 1947, pasando a nombres femeninos en 1953. A partir de 1950, la Oficina de Advertencia de Huracanes de Miami comenzó a preparar los artículos resumen de la temporada de huracanes. Los pronósticos de trayectoria de ciclones tropicales para un día en el futuro comenzaron en 1954. Tras la Temporada de huracanes en el Atlántico de 1954, se hicieron esfuerzos para mejorar la red de informes de huracanes a lo largo de la costa mediante la creación de una Red Cooperativa de Informes de Huracanes (CHURN) al proporcionar anemómetros y barómetros a miembros del público, lo que dejó ninguna sección de la costa de los Estados Unidos a lo largo del Atlántico o el Golfo mayor a 25 millas (40,2 km) sin cobertura.

### Concepto de la temporada de huracanes

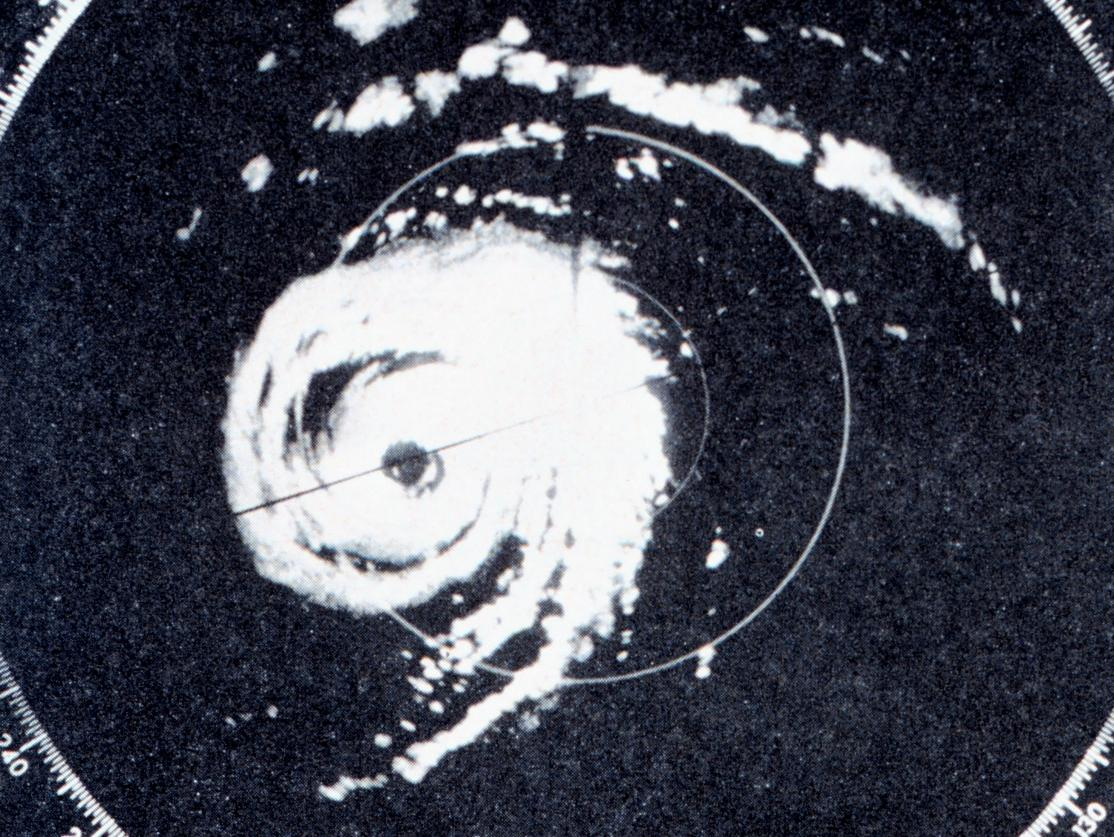
Imagen de radar del Huracán Donna (1960)

El concepto básico de una temporada de huracanes comenzó en 1935, cuando los circuitos de huracanes dedicados comenzaron a establecerse a lo largo de las costas del Golfo y del Atlántico, un proceso completado para 1955. Originalmente, era el período de tiempo en el que los trópicos eran monitoreados rutinariamente para la actividad de ciclones tropicales, y se definía originalmente como del 15 de junio al 31 de octubre. Con los años, la fecha de inicio se retrasó al 1 de junio, mientras que la fecha de finalización se cambió al 15 de noviembre, antes de establecerse en el 30 de noviembre para 1965. Esto fue cuando los aviones de reconocimiento de huracanes fueron enviados a volar a través del Atlántico y el Golfo de México de manera rutinaria para buscar posibles ciclones tropicales, en los años previos a la era de los satélites meteorológicos continuos. Después de que comenzó la vigilancia satelital regular, los aviones de caza de huracanes volaron solo en áreas que primero fueron detectadas por imágenes satelitales. A partir de 1958, una red cooperativa de informes de huracanes compuesta por más de 100 observadores no remunerados enviaría observaciones en tiempo real durante la temporada de huracanes a sus oficinas locales de la Oficina de Meteorología. El espaciado de la red era de aproximadamente 40 kilómetros (24,9 mi) entre sitios, y las ubicaciones reportarían la velocidad del viento, la dirección del viento, la precipitación y la presión.

## Proyecto Nacional de Investigación de Huracanes

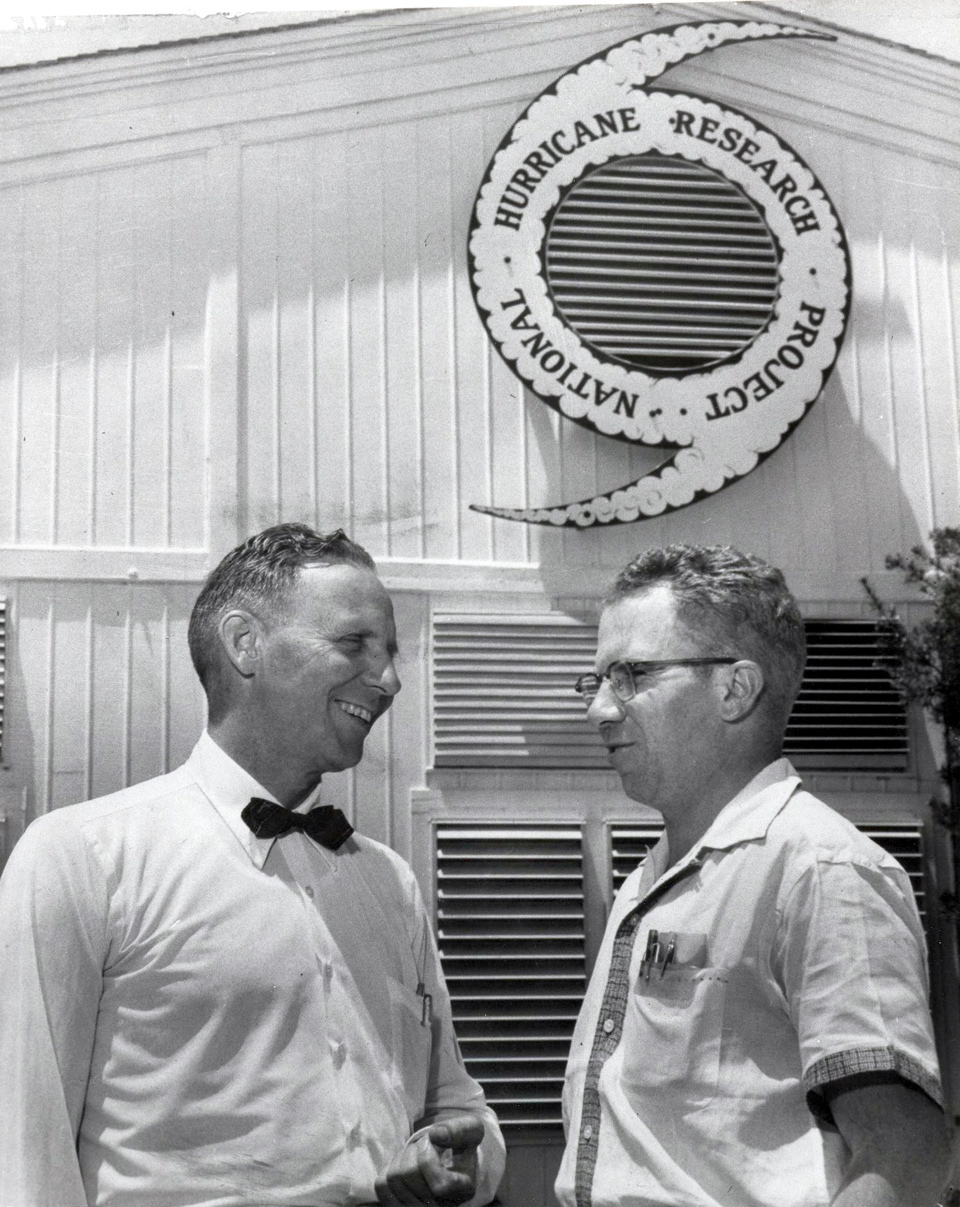
Día de apertura del NHRP

El Proyecto Nacional de Investigación de Huracanes (NHRP) se inició en 1955 por la Oficina de Meteorología de los Estados Unidos en respuesta a la devastadora temporada de huracanes de 1954, que impactó significativamente a los estados del Atlántico Medio y Nueva Inglaterra. Robert Simpson, un meteorólogo de la Oficina de Meteorología que había participado en vuelos de reconocimiento de huracanes de la Fuerza Aérea como observador, fue nombrado el primer director del NHRP y organizó la Base de Operaciones de Investigación en la Base de la Fuerza Aérea de Morrison (ahora Aeropuerto Internacional de Palm Beach) en West Palm Beach, Florida en 1956. Durante los primeros tres años del proyecto, los científicos utilizaron tres aviones de los Cazadores de Huracanes especialmente instrumentados con tripulaciones en préstamo del 55º Escuadrón de Reconocimiento Meteorológico, recolectando datos que delinearon la estructura y el presupuesto energético de los huracanes por primera vez.
En 1959, el proyecto se trasladó a Miami y se colgó con la oficina de pronósticos de huracanes de Miami. El Departamento de Comercio de los Estados Unidos arrendó dos aviones DC-6 y recibió un jet B-57 de la Fuerza Aérea para que el NHRP pudiera continuar realizando experimentos aerotransportados en huracanes. La combinación del proyecto de investigación, el centro de pronósticos y la instalación de aviones fue bautizada como el «Centro Nacional de Huracanes» (NHC). Durante la década de 1960, mientras el NHRP continuaba realizando vuelos de investigación, el proyecto también comenzó a crear modelos informáticos de la circulación de huracanes, formuló un programa de trayectoria estadística (NHC-64), escribió un manual sobre pronósticos de huracanes y evaluó la precisión de los pronósticos de trayectoria. A partir del Huracán Esther (1961), el NHRP estuvo fuertemente involucrado con el Proyecto Stormfury, el experimento del gobierno de EE. UU. en la modificación de huracanes. A finales de 1964, el proyecto fue renombrado como el Laboratorio Nacional de Investigación de Huracanes en reconocimiento a que se convirtió en una institución permanente dentro de la Oficina de Meteorología. Esto presagió la creación de los Laboratorios de Investigación Ambiental el año siguiente.

## Centro Nacional de Huracanes

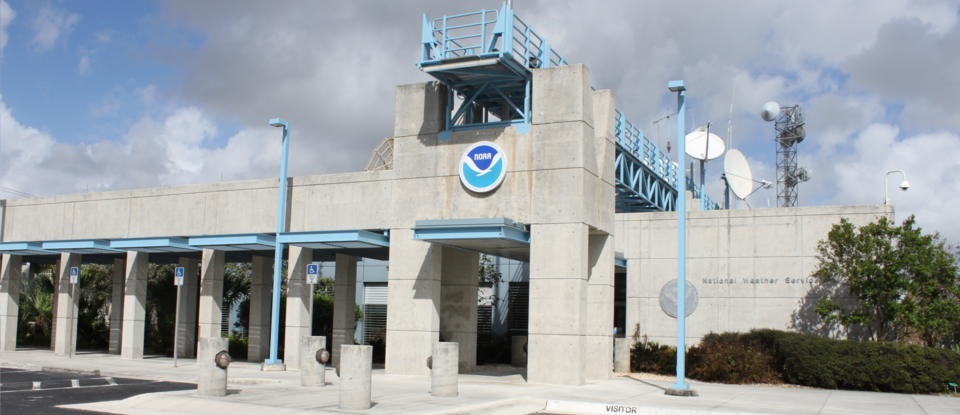
Vista frontal del Centro Nacional de Huracanes

El 1 de julio de 1956, se estableció un Centro Nacional de Información de Huracanes en Miami, Florida, que se convirtió en un almacén para toda la información relacionada con huracanes desde una sola oficina. La Oficina de Advertencia de Huracanes de Miami (HWO) se trasladó del Hotel Lindsey Hopkins al Edificio de Aviación a 4 millas (6,4 km) al noroeste el 1 de julio de 1958. Los pronósticos para el movimiento de ciclones tropicales se extendieron a dos días de antelación (en intervalos de un día) en 1961. La HWO de Miami se trasladó al campus de la Universidad de Miami en 1964, cuando los pronósticos de ciclones tropicales se extendieron a tres días en el futuro, en intervalos de un día. Los informes de ciclones tropicales de la HWO de Miami se realizaron regularmente y tomaron su formato moderno en 1964. En 1970, el NHC comenzó a analizar las posiciones iniciales de ciclones tropicales en tiempo real y añadió un pronóstico de 12 horas. A partir de 1973, una porción del Centro Meteorológico Nacional (más tarde renombrado como Centro de Predicción Meteorológica) asumió la responsabilidad de emitir avisos para depresiones tropicales disipadas tierra adentro. La Organización Meteorológica Mundial asumió el control de la lista de nombres de huracanes del Atlántico en 1977.
En 1978, las oficinas del NHC se trasladaron fuera del campus al Edificio Financiero IRE. Las oficinas de advertencia de huracanes permanecieron activas después de 1983. Organizativamente, el NHC dejó el auspicio de la Oficina de Pronósticos del Estado del Servicio Meteorológico Nacional en Miami en 1984, dejando la Región Sur y convirtiéndose en su propio centro nacional, uno de los tres existentes en ese momento. En 1988, el NHC añadió un punto de 36 horas a su pronóstico. Durante la reorganización del Servicio Meteorológico Nacional en la década de 1990, el NHC fue renombrado como Centro de Predicción Tropical el 1 de octubre de 1995, y se trasladó a un edificio en el campus de la Universidad Internacional de Florida. Los Especialistas en Huracanes se agruparon como una unidad separada del NHC bajo el Centro de Predicción Tropical, separándose de la Rama de Análisis y Pronósticos Tropicales. Para 2001, los pronósticos de ciclones tropicales se extendieron de tres a cinco días de antelación, incluyendo puntos de pronóstico para 96 y 120 horas. El 1 de octubre de 2010, el Centro de Predicción Tropical fue renombrado como NHC, y el grupo anteriormente conocido como NHC pasó a conocerse como la Unidad de Especialistas en Huracanes (HSU).

## Pronóstico de ciclones tropicales

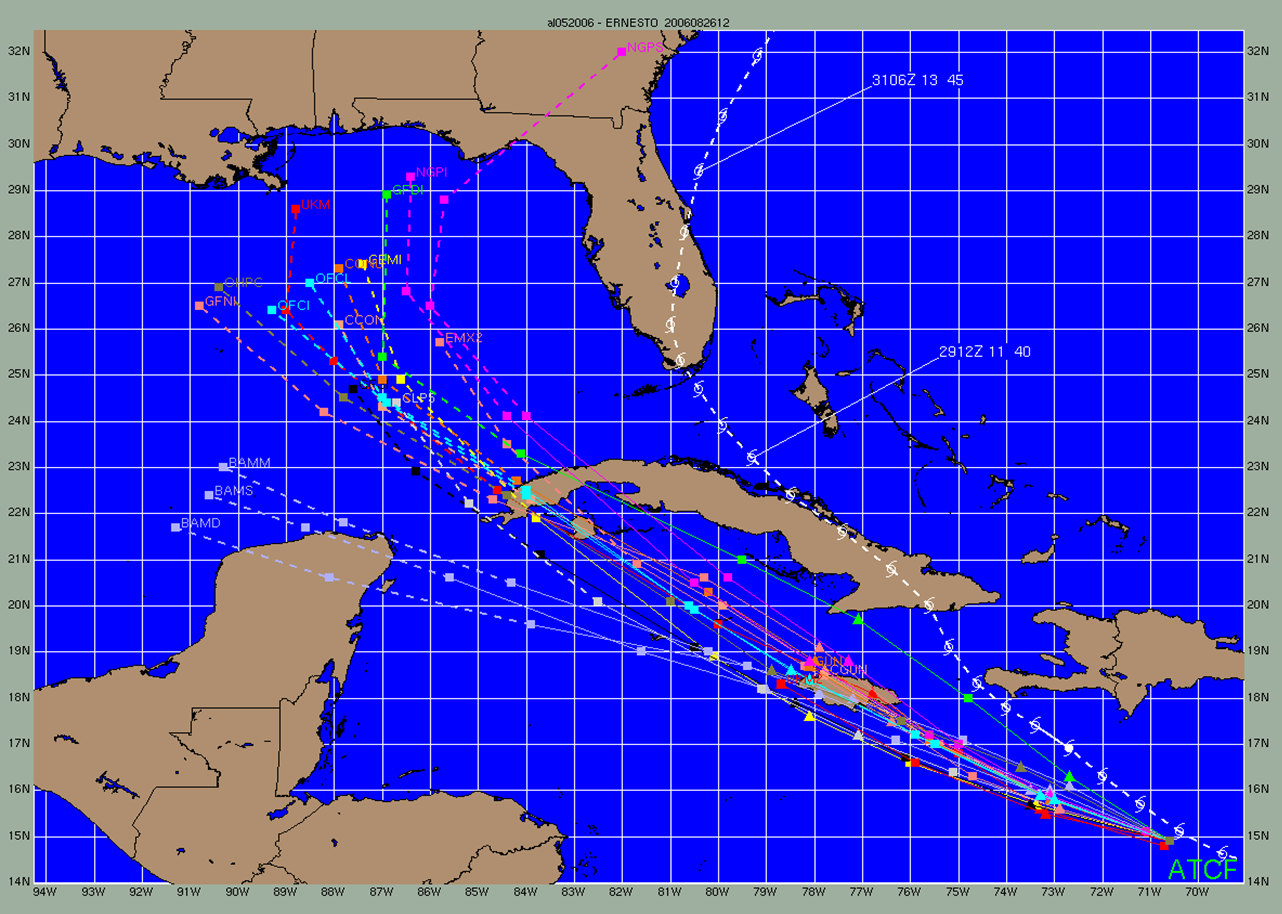
Errores significativos en la trayectoria aún ocurren ocasionalmente, como se vio en este pronóstico temprano del Huracán Ernesto (2006). El pronóstico oficial del NHC está en azul claro, mientras que la trayectoria real de la tormenta es la línea blanca sobre Florida.

El pronóstico de ciclones tropicales se basa en datos proporcionados por modelos numéricos del tiempo. Existen tres clases principales de modelos de guía de ciclones tropicales: los modelos estadísticos se basan en un análisis del comportamiento de la tormenta utilizando la climatología y correlacionan la posición y la fecha de una tormenta para producir un pronóstico que no se basa en la física de la atmósfera en ese momento. Los modelos dinámicos son modelos numéricos que resuelven las ecuaciones gobernantes del flujo de fluidos en la atmósfera; se basan en los mismos principios que otros modelos de predicción numérica del tiempo de área limitada, pero pueden incluir técnicas computacionales especiales como dominios espaciales refinados que se mueven junto con el ciclón. Los modelos que utilizan elementos de ambos enfoques se denominan modelos estadístico-dinámicos.
En 1978, el primer modelo de seguimiento de huracanes basado en la dinámica atmosférica—el modelo de malla fina móvil (MFM)—comenzó a operar. Dentro del campo del pronóstico de trayectorias de ciclones tropicales, a pesar de la mejora constante en la guía de modelos dinámicos que ocurrió con el aumento del poder computacional, no fue hasta la década de 1980 cuando la predicción numérica del tiempo mostró habilidad, y hasta la década de 1990 cuando superó consistentemente a los modelos estadísticos o dinámicos simples. Las predicciones de la intensidad de un ciclón tropical basado en la predicción numérica del tiempo continúan siendo un desafío, ya que los métodos estadísticos siguen mostrando mayor habilidad sobre la guía dinámica.

## Evolución de avisos, alertas y advertencias

Bandera de advertencia de tormenta tropical utilizada en los Estados Unidos

El momento y la nomenclatura de los avisos, alertas y advertencias de ciclones tropicales han cambiado con el tiempo. En 1958, los avisos de ciclones tropicales se emitían cada seis horas comenzando a las 04:00 UTC cada día. Durante 1967, las alertas de huracanes se usaban para designar áreas donde las condiciones de huracán eran posibles en las próximas 24 horas, mientras que las advertencias de huracanes indicaban áreas donde el centro del huracán debería cruzar la costa. Se emitían advertencias de embarcaciones pequeñas, ráfagas y tormentas para huracanes que no se esperaba que hicieran tocar tierra. Para 1987, la definición de alertas de ciclones tropicales cambió a áreas donde vientos de fuerza de ráfaga o huracán eran posibles dentro de 36 horas, con advertencias emitidas cuando se esperaban vientos de fuerza de ráfaga o huracán dentro de 24 horas. En 1987, las alertas/advertencias de ráfagas fueron renombradas como alertas/advertencias de tormenta tropical. En 1991, el horario de los avisos cambió a cada seis horas comenzando a las 03:30 UTC cada día. En 1992, el horario de los avisos cambió a cada seis horas comenzando a las 03:00 UTC cada día. La duración del tiempo utilizado para alertas y advertencias cambió nuevamente en 2010, con alertas usando un marco de tiempo de 48 horas y advertencias usando un marco de tiempo de 36 horas.
Dentro de los Estados Unidos, un conjunto separado de advertencias de ciclones tropicales tierra adentro fue emitido por las oficinas de pronósticos del Servicio Meteorológico Nacional, basado en el último aviso del NHC, durante la década de 2000. Estas advertencias usaban la palabra «Viento» insertada antes de "Alerta" o "Advertencia", que se eliminó para 2005. Anteriormente, se emitían Advertencias y Alertas de Viento Fuerte estándar (que denotan vientos ≥39 MPH o ráfagas ≥58 mph). Cuando estaban tierra adentro, se publicaban alertas y advertencias para vientos de fuerza de tormenta tropical o huracán esperados durante las próximas 24 y 12 horas, respectivamente.

## Operaciones actuales
Durante la temporada de huracanes, el Centro Nacional de Huracanes emite rutinariamente su producto de Perspectiva Meteorológica Tropical, que identifica áreas de interés dentro de los trópicos que podrían desarrollarse en ciclones tropicales. Si los sistemas ocurren fuera de la temporada de huracanes definida, se emitirán Perspectivas Meteorológicas Tropicales especiales. Mientras un ciclón tropical está activo, se emitirán avisos cada seis horas, que se vuelven más frecuentes cuando se emite una alerta o advertencia de ciclón tropical. Las alertas y advertencias de ciclones tropicales se coordinan dentro de los países y dependencias involucrados, con el Centro Nacional de Huracanes coordinando con las Oficinas de Pronósticos del Servicio Meteorológico Nacional respecto a las tormentas que amenazan a los Estados Unidos y sus dependencias. La coordinación rutinaria ocurre a las 1700 UTC cada día entre el Centro de Predicción Meteorológica y el Centro Nacional de Huracanes para identificar sistemas para los mapas de presión de tres a siete días en el futuro dentro de los trópicos, y puntos para ciclones tropicales existentes de seis a siete días en el futuro.